# Sean Giambrone
Sean Giambrone, född 30 maj 1999 i St. Joseph, Michigan, är en amerikansk skådespelare och röstskådespelare. Hans mest kända roller är Adam F. Goldberg i TV-serien The Goldbergs och Ron Stoppable i Disney Channelfilmen Kim Possible. Han har även gjort rösten till Jeff Randell, Russell och Yumyulack i TV-serierna Clarence, Russell Madness och Solar Opposites.